# Agnes Sligh Turnbull
Agnes Sligh Turnbull (* 14. Oktober 1888 in New Alexandria, Westmoreland County, Pennsylvania; † 31. Januar 1982, in Livingston, New Jersey) war eine US-amerikanische Schriftstellerin, Kurzgeschichtenschreiberin und Lehrerin.

## Leben
Agnes Sligh Turnbull wurde als Tochter des schottischen Emigranten Alexander Halliday Sligh und Lucinda Hannah McConnell geboren. Ihr familiärer Hintergrund trug wesentlich zu ihren Erzählungen über schottische Pioniere in West Pennsylvania bei. Sie absolvierte das Indiana State Teachers College (heute Indiana University of Pennsylvania) und besuchte ein Jahr lang die University of Chicago, bevor sie eine Tätigkeit als Englischlehrerin aufnahm, die sie bis 1918 ausübte. In diesem Jahr heiratete sie James Lyall Turnbull, der schon einen Monat später in den Krieg nach Frankreich zog. Die beiden bleiben 40 Jahre verheiratet und hatten eine Tochter, Martha.
Gegen Kriegsende begann Agnes Turnbull mit dem Schreiben und verkaufte 1920 ihre erste Kurzgeschichte an das American Magazine. In den nächsten 12 Jahren publizierte sie regelmäßig in dieser Form. Obwohl sie einigen Erfolg als Kurzgeschichtenschreiberin hatte, wurde ihr größere literarische Aufmerksamkeit zuteil, nachdem sie sich entschloss, Romane zu schreiben. Anders als viele andere Autoren konnte sie schon in ihrer Anfangsphase mit großen Verlagshäusern (Macmillan von 1936 bis 1947 und Houghton Mifflin von 1950 bis 1980) zusammenarbeiten.
Auch wenn Turnbulls Romane heutzutage fast in Vergessenheit geraten sind, wurden damals Millionen ihrer Werke verkauft und sie bekam gute Kritiken. Der Wendepunkt ihrer Karriere scheinen die frühen 1970er Jahre zu sein, als ihre Moralvorstellungen altmodisch und kitschig wirkten.
Nachdem sie Pennsylvania 1922 verlassen hatte, lebte sie für 60 Jahre in Maplewood, New Jersey. Ihr Herz und ihre Sympathien lagen jedoch weiterhin bei den Menschen von Westmoreland County, denen sie ihren Roman The Day must Dawn von 1942 widmete. Ihr erster Roman, The Rolling Years (deutsch: Wandel der Jahre), eine Geschichte über 3 Generationen Schottischer Einwanderer in Westmoreland Country und ihren Kampf um ihren Presbyterianischen Glauben in einer säkularen Welt, wurde sechs Jahre vorher veröffentlicht. Viele von Turnbulls anderen „Pennsylvania“ Romanen behandeln ähnliche Themen, wie: Remember the End (1938) (deutsch: Die stärkere Macht), The Gown of Glory (1952) und The Nightingale (1960). Turnbull schrieb ebenso Jugendbücher: Elijah the Fish-bite (1940), Jed, the Shepherd’s Dog (1957), George (1964), und The White Lark (1968). Zwei Jahre nach der Veröffentlichung ihres letzten Romans, The Two Bishops, starb Agnes Sligh Turnbull im Alter von 83 Jahren.

## Werke (Auswahl)

### Romane
- The Rolling Years (dt. Wandel der Jahre). New York: Macmillan. 1936.
- Remember the End (dt. Die stärkere Macht). New York: Macmillan, 1938.
- The Day Must Dawn (dt. Es muss Tag werden). New York: Macmillan, 1942.
- The Bishop’s Mantle. (dt. Die führende Hand). New York: Macmillan, 1947.
- The Gown of Glory. (dt. Des Lebens Pilgerfahrt) Boston: Houghton Mifflin, 1950.
- The king's orchard, (dt. Des Königs Garten) 1964.
- The Flowering. Boston: Houghton Mifflin, 1972.
- The Richlands. Boston: Houghton Mifflin, 1974.
- The Two Bishops. Boston: Houghton Mifflin, 1980.

### Jugendbücher
- Elijah the Fish-bite. New York: Macmillan, 1940.
- Jed, the Shepherd’s Dog. Boston: Houghton Mifflin, 1957.
- George. Boston: Houghton Mifflin, 1964.
- The White Lark. Boston: Houghton Mifflin, 1968.

### Memoiren
- Dear Me: Leaves from the Diary of Agnes Sligh Turnbull. New York: Macmillan, 1941.

| Personendaten    | Personendaten                                     |
| ---------------- | ------------------------------------------------- |
| NAME             | Turnbull, Agnes Sligh                             |
| KURZBESCHREIBUNG | US-amerikanische Schriftstellerin und Lehrerin    |
| GEBURTSDATUM     | 14. Oktober 1888                                  |
| GEBURTSORT       | New Alexandria, Westmoreland County, Pennsylvania |
| STERBEDATUM      | 31. Januar 1982                                   |
| STERBEORT        | Livingston, New Jersey                            |